# Isabelle de France (1312-1348)
Pour les articles homonymes, voir Isabelle de France.
Isabelle de France, née en 1312, morte en 1348, fille de Philippe V le Long, roi de France et de Navarre, et de Jeanne II, comtesse de Bourgogne et d'Artois.

## Biographie
Un temps promise en mariage, encore enfant, le 8 novembre 1317, au très jeune roi Alphonse XI de Castille, projet matrimonial jamais réalisé, elle épouse en premières noces en 1323, Guigues VIII de La Tour du Pin (1309-1333), dauphin de Viennois. 
Elle se remarie vers 1335 avec Jean III de Faucogney, seigneur de Faucogney (mort en 1345), d'où la succession de Gevry, dont elle était devenue la dame.